# Chasme decora
Chasme decora är en skalbaggsart som beskrevs av Christian Rudolph Wilhelm Wiedemann 1823. Chasme decora ingår i släktet Chasme och familjen Melolonthidae. Inga underarter finns listade i Catalogue of Life.